# Аномальная жара в Пакистане (2015)
Аномальная жара в Пакистане случилась в июне 2015 года, первые жертвы появились 19-го числа. Наибольшее количество погибших от жары было зафиксировано в провинции Синд, менее затронутыми  оказались южный Пенджаб и Белуджистан. По данным на 24 июня от жары погибли более 1200 человек, в основном в Карачи. В городах Ларкана, Турбат и Сиби температура воздуха поднималась до +49 °С (показатели 20 июня). В ночь с 24 на 25 июня жара пошла на спад: температура воздуха понизилась с +48 до +34 градусов.
По данным на 30 июня 2015 года, от жары пострадали около 100 000 человек, погибли до 1430 человек.

## Провинция Синд
Наибольшее количество погибших пришлось на Карачи (провинция Синд). Здесь была зафиксирована самая высокая температура воздуха за последние 36 лет: до +45 °С. Непосредственно в городе погибли не менее 1003 человек, общее количество погибших в провинции может превысить 1200 человек. Также сообщается о семи погибших животных (три оленя, два павлина, страус и нильгау) в зоопарке Карачи. Пять человек погибли в городе Татта. Четыре человека, в том числе трое детей, погибли от жары в округе Тхарпаркар. 19 человек погибли в округе Хайдарабад. Пять человек погибли в городе Бадин. Три человека погибли в округе Наушахро-Ферозе.

## Влияние
- Из-за сильной жары Университет Карачи отложил все экзамены минимум на месяц[5].